# IPol TV
iPol TV  – kanał telewizyjny należący do Mediatex Poland Sp. z o.o., nadający treści ezoteryczne i rozrywkowe. Zakończyła działalność 27 maja 2016.

## Historia
W ramówce kanału znajdują się programy ezoteryczne w formie doradztwa w różnych dziedzinach życia, interaktywne gry, bloki muzyczne, a w nocy również blok programów erotycznych. iPol TV jest telewizją interaktywną nastawioną na kontakt z telewidzami za pośrednictwem połączeń telefonicznych oraz wiadomości SMS. Stacja rozpoczęła nadawanie 1 grudnia 2014 roku. Sygnał stacji nadawany był za pośrednictwem satelity Hot Bird. 7 maja 2016 r. iPol TV zniknął z satelity Hot Bird i przeniósł się do Internetu. 8 maja iPol TV pojawił się na drugim multipleksie lokalnym Naziemnej Telewizji Cyfrowej, DVB-T. 14 maja z powodu awarii technicznej iPol TV zawiesiła nadawanie, a wznowiła 23 maja. 27 maja 2016 z nieznanych przyczyn iPol TV zakończyła nadawanie.

## Osoby które prowadziły iPol TV
- Agiatis – Magdalena Brzoskowska – tarot, numerologia,
- Anna Majchrowicz – tarot
- Anett Toya – tarot, numerologia, wahadło
- Agnieszka Zub – karty klasyczne, numerologia
- Agnieszka Zawada – tarot
- Dorota Lewandowska – tarot
- Wróżka Milena – tarot
- Mersji Haniel – tarot, numerologia.
- Wróżbita Helios – tarot, oczyszczanie energetyczne, astrologia
- Paulina Kubaszek – tarot, bioenergoterapia, wahadło, hipnoza
- Dorota Pękała-Sowa – tarot, numerologia, reiki
- Magdalena Bassendowska-Karska – tarot, runy
- Faun – tarot

## Programy iPol TV

### Programy ezoteryczne
- Twoje przeznaczenie
- Życiowe dylematy
- Poradnia ezoteryczna
- Zielnik

### Programy rozrywkowe
- Dźwięki mojego życia (prowadzi Krzysztof Piekarski)
- Dobre rady Naszej Babci
- Krąg tajemnic
- Kwadrans dla rodziny
- Podróżnikon (prowadzi Krzysztof Piekarski)
- Eko dom
- Studio stylu
- Motor ONE

### Inne programy nadawane na żywo
- Lena - program muzyczno-erotyczny, prowadzi Lena
- Telewizyjna poradnia prawna - program prawniczy, prowadzi Małgorzata Karolczyk-Pundyk
- Muzyczne pozdrowienia